# 黎有德
黎有德，越南足球運動員，司職前鋒，為五、六十年代的前南越國家足球隊隊員及主教練。
1954年亞洲運動會足球比賽代表南越國家足球隊作為正選上陣。
1956年，在香港舉辦的第一屆亞洲盃足球賽中擔任南越國家足球隊隊長，並在對陣香港的賽事中進了1球，其後更在對韓國的賽事中進了2球，最後獲得殿軍。
之後，他開始了南越國家足球隊教練的職業生涯，1956年開始擔任球員兼教練，1959年在泰國舉辦的第一屆東南亞半島運動會足球項目中帶領南越國家足球隊奪得金牌。隨後1960年在第二屆亞洲盃足球賽中再次獲得殿軍，他擔任南越國家足球隊教練直到1964年。